# ذیل العجل
ذیل العجل (به عربی: ذیل العجل) یک روستا در سوریه است که در ناحیه مرکزی سلمیه واقع شده‌است. ذیل العجل ۵۲۸ نفر جمعیت دارد.